# Ремашта (деревня)

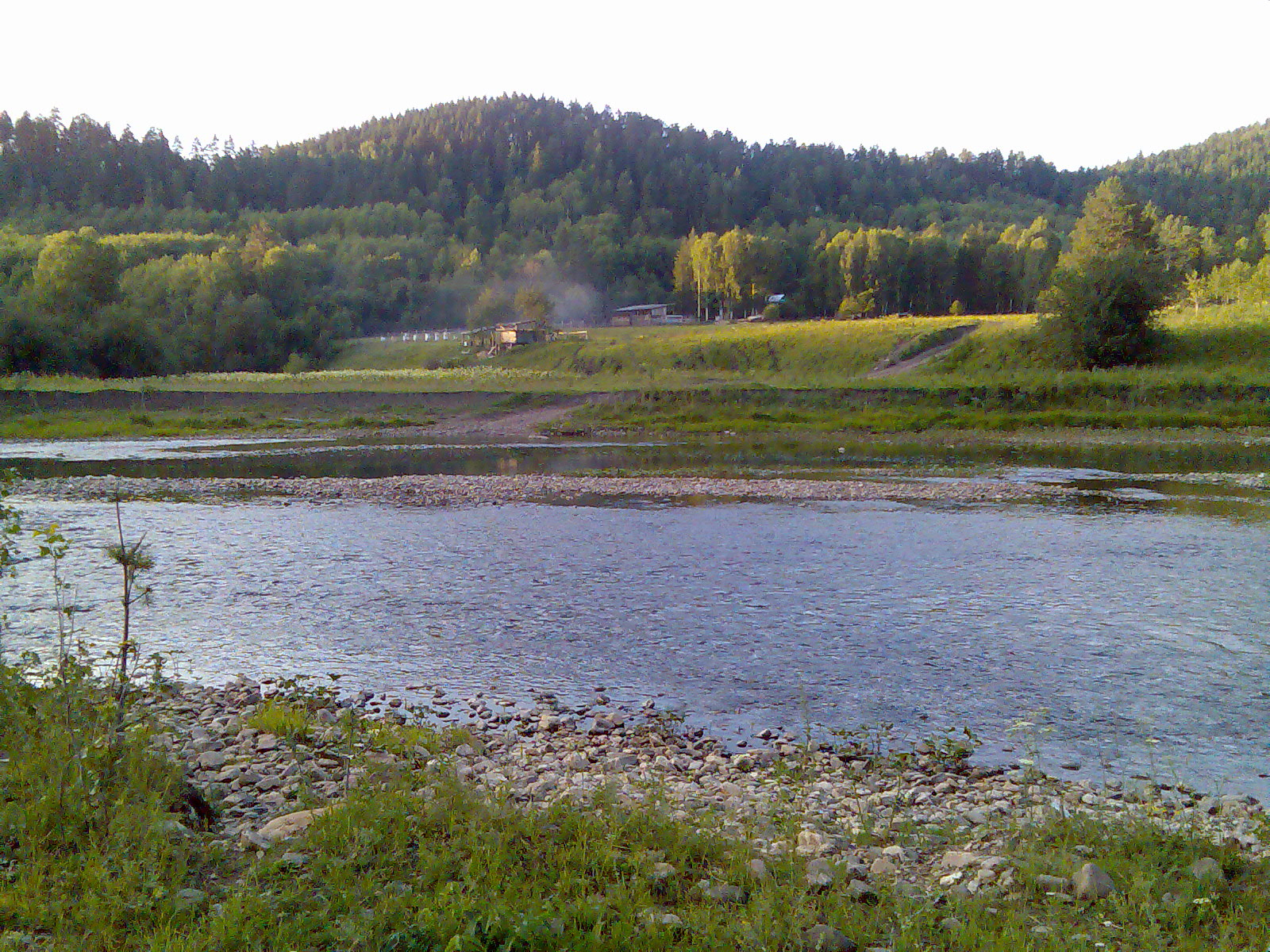
Пасека в деревне Ремашта

Ремашта (баш. Рәмәште) — упразднённая в 1981 году деревня Белорецкого района Башкирской АССР РСФСР. Входила на год упразднения в Инзерский поссовет. Ныне урочище в Инзерском сельсовете Республики Башкортостан.

## География
Деревня находится при впадения реки Ремашта в Большой Инзер, в 135 км от устья Инзера. В 24 км к западу от деревни расположено село Арышпарово.

## История
Деревня официально исключена из учётных данных в 1981 году.
В последние годы делаются попытки возродить деревню.

## Население
В 1968 году численность населения деревни составляла 91 человек, преимущественно русские.

## Инфраструктура
Личное подсобное хозяйство с зоной сельскохозяйственного использования, индивидуальная застройка усадебного типа.
В деревне Ремашта была начальная школа. Жители деревни трудились на Ремаштинском участке Инзерского леспромхоза, расформированном в 1971 году.